# Aglaia lawii
Aglaia lawii es una especie de árbol perteneciente a la familia Meliaceae. Es originaria de Asia.

## Descripción
Es un árbol de tamaño medio a grande que puede alcanzar los 40 m de altura. Con tronco de hasta 200 cm de diámetro y contrafuertes de hasta 1,80 m de altura. La corteza de color marrón rojizo a pardo amarillento. Las hojas son opuestas o alternas. Las flores de color rosa.

## Distribución
Se encuentra en Bután, Brunéi, China, India, Indonesia, Laos, Malasia, Birmania, Papúa Nueva Guinea,  Filipinas, las Islas Solomon, Taiwán, Tailandia, y Vietnam. 

## Ecología
Esta planta es el alimento de las larvas de la mariposa Charaxes bernardus.

## Taxonomía
Aglaia lawii fue descrita por (Wight) C.J.Saldanha ex Ramamoorthy y publicado en Flora of Hassan District, Karnataka, India 392. 1976.
Variedades
- Aglaia lawii subsp. oligocarpa (Miq.) Pannell
- Aglaia lawii subsp. submonophylla (Miq.) Pannell

Sinonimia
| - Aglaia alternifoliola Merr. - Aglaia andamanica Hiern - Aglaia attenuata H.L.Li - Aglaia brachybotrys Merr. - Aglaia cagayanensis Merr. - Aglaia canarana (Turcz.) C.J.Saldanha - Aglaia euryphylla Koord. & Valeton - Aglaia eusideroxylon Koord. & Valeton - Aglaia grandifoliola Merr. - Aglaia haslettiana Haines - Aglaia jainii M.V.Viswan. & K.Ramach. - Aglaia korthalsii (Miq.) Pellegr. - Aglaia littoralis Zipp. ex Miq. - Aglaia maingayi (Hiern) King - Aglaia pedicellata (Hiern) Kosterm. - Aglaia racemosa Ridl. - Aglaia sclerocarpa C.DC. - Aglaia sibuyanensis Elmer - Aglaia stipitata P.T.Li & X.M.Chen - Aglaia stipitata T.P. Li & X.M. Chen - Aglaia tamilnadensis N.C.Nair & R.Rajan - Aglaia tenuifolia H.L.Li - Aglaia tetrapetala Pierre - Aglaia tsangii Merr. | - Aglaia turczaninowii C.DC. - Aglaia wangii H.L.Li - Aglaia wangii var. macrophylla H.L.Li - Aglaia yunnanensis H.L.Li - Amoora calcicola C.Y.Wu & H.Li - Amoora canarana (Turcz.) Hiern - Amoora curtispica Gibbs - Amoora dysoxyloides Kurz - Amoora korthalsii Miq. - Amoora lawii (Wight) Bedd. - Amoora lepidota Merr. - Amoora maingayi Hiern - Amoora ouangliensis (H.Lév.) C.Y.Wu - Amoora tetrapetala (Pierre) Pellegr. - Amoora tetrapetala var. macrophylla (H.L.Li) C.Y.Wu - Amoora tsangii (Merr.) X.M.Chen - Amoora yunnanensis (H.L.Li) C.Y.Wu - Amoora yunnanensis var. macrophylla (H.L. Li) C.Y. Wu - Ficus ouangliensis H.Lév. - Lansium pedicellatum Hiern - Nemedra nimmonii Dalzell - Nimmoia lawii Wight basónimo - Oraoma canarana Turcz. |